# Ramallah (Band)
Ramallah ist eine Hardcore-Punk-/Metalcore-Band aus Boston. Sie ist das Nebenprojekt des Blood-for-Blood-Gitarristen und Background-Sängers Rob Lind.

## Stil
Die Band versucht im Gegensatz zu Blood for Blood mehr und mehr, Metal-Einflüsse einzubauen. Rob Lind sagte zu den Alben: „Das ist die aggressivste Musik, die ich je geschrieben habe.“ Die Texte handeln größtenteils von (US-)Gesellschaftskritik, aber auch internationale Konflikte werden angesprochen.

## Geschichte
Während Rob das erste Album But a Whimper in kompletter Eigenregie aufnahm (er spielte alle Instrumente außer Schlagzeug), wurde das zweite Album Kill a Celebrity in der letzten Besetzung aufgenommen. Die Songs Ramallah und Al Shifa (auf Kill a Celebrity als Shock and awe) sind auf beiden Alben in unterschiedlichen Versionen zu hören. Die Band löste sich im März 2007 auf, da Rob Lind wegen unbekannter Probleme nicht als Sänger arbeiten konnte. Zuvor tourten Ramallah noch in Europa. Für die USA-Tour wurde kurzfristig ein Ersatzsänger engagiert, jedoch beendete die Band danach ihre Aktivität.
Im April 2013 wurde die Neugründung der Band bekannt gegeben.
2019 erschien das Album The Last Gasp of Street Rock N' Roll als digitales Album, ein Jahr später wurde es als Vinyl-Album herausgebracht. Es beinhaltet unter anderem eine Neuaufnahme des Songs City Boy von Blood for Blood und lehnt sich auch sonst anscheinend an Robs ursprüngliche Band an.

## Diskografie
- 2002: But a Whimper (Bridge Nine Records)
- 2005: Kill a Celebrity (Thorp Records)
- 2019: The Last Gasp of Street Rock N’ Roll (Sailor’s Grave Records)